# Obun
Koordinati:   43°51′09″N, 15°27′31″E
Obun je nenaseljen otoček, ki leži okoli 2 km zahodno od Vrgade. Površina otočka, ki ima 1,66 km obalnega pasu meri 0,171 km². Najvišji vrh doseže višino 19 mnm.